# Suruí do Pará
Suruí do Pará (Suruí do Tocantins, Mudjetire, Aikewara, Aikewar, Suruí, Sororós), pleme američkih Indijanaca iz skupine Tenetehara, jezična porodica tupian, nastanjeno u brazilskoj državi Pará, na području općine São João Araguaia na rezervatu Terra Indígena Sororó. Sami sebe nazivaju Aikewara, dok su ih Xikrin prozvali Mudjetire. Ovo pleme stradalo je u kontaktu s bijelcima 1960.-tih godina kada su razne bolesti pokosile 2/3 plemena, pa ih je od 126 preostalo oko 40. 
Danas im se populacija malo popravlja: 191 (1995 AMTB); 185, 1997.; 264 (Funasa - 2006). Jezično u im najbliži Asuriní do Tocantins i Parakanã. Ne smiju se brkati s plemenom Suruí Paíter (Suruí do Jiparaná, Suruí de Rondônia) iz Rondônije, koji pripadaju porodici Mondé.

## Vanjske poveznice
- Suruí  Arhivirana inačica izvorne stranice od 24. prosinca 2008. (Wayback Machine)